# متفطرة جزائرية
متفطرة جزائرية (الاسم العلمي: Mycobacterium algericum) هي نوع من البكتيريا يتبع جنس المتفطرة من فصيلة المتفطرات.